# Masdevallia encephala
Masdevallia encephala är en orkidéart som beskrevs av Carlyle August Luer och Rodrigo Escobar. Masdevallia encephala ingår i släktet Masdevallia och familjen orkidéer. Inga underarter finns listade i Catalogue of Life.

## Bildgalleri

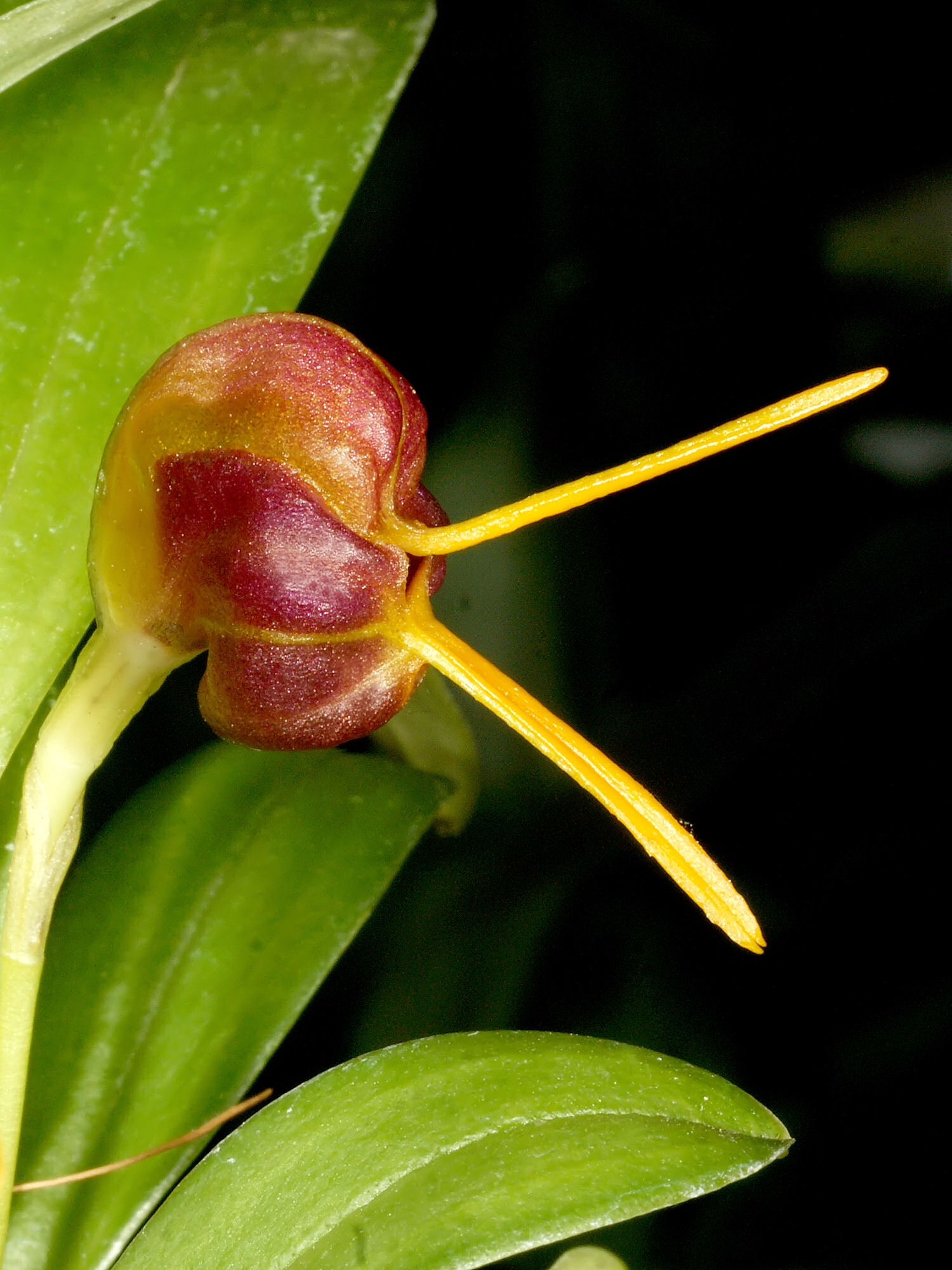